# 2021年北美冬季風暴 (2月13—17日)
2021年北美冬季风暴是2021年2月13日至17日在美国、墨西哥北部和加拿大部分地区造成大范围影响的一场大型冬季冰雪风暴。暴风雪从西北太平洋席捲至美国南部，几天后又转入美国中西部和东北部。此次冬季风暴导致全美超过1.7亿美国人收到冬季天气警报，并造成超过972万家庭停电，其中包括美国500多万家庭和墨西哥470万家庭。另外密西西比州以及田纳西州的数十万居民供水受到影响。风暴还为美国东南部带来了包括数次龙卷风在內的破坏性恶劣天气。美国总统拜登宣布得克薩斯州进入重大灾难状态。至少有176人因此次風暴身亡，造成經濟損失204億美元，是美國歷史上造成經濟損失最高的冬季風暴。

## 影響
2月15日，冬季風暴在北美地區造成大停電，美國至少有500萬家庭和企業停電，墨西哥有470萬家庭和企業停電。美國停電以德州最為嚴重，15日早上最少有430萬家庭和企業停電。2月15日中午後，墨西哥聯邦電力監察委員會（CFE）宣佈260萬的用戶已經恢復供電，CFE表示天然氣價格在短期暴漲，增加了200億比索的成本，但是用戶電費不會受到影響。2月16日，墨西哥總統洛佩斯·奧夫拉多爾表示80%的用戶已經恢復供電，預計17日或者18日就會解決停電問題。
冬季風暴讓德州南帕德雷島的海龜出現冷昡暈，當地海龜保育組織和民眾出動，到河道和淺灘打撈海龜送往島上會議中心，救助了至少4000只海龜。